# 儒林
儒林（？年—？年），字子為，滿洲鑲藍旗人; 光緒15年（1889年）繙譯舉人; 光緒16年（1890年）繙譯進士.

## 履歷
- 光緒16年（1890年）-光緒18年（1892年），翰林院庶吉士[3]
- 光緒18年（1892年），翰林院編修[3]
- 光緒20年（1894年），左春坊左庶子[3]
- 光緒26年（1900年），翰林院侍讀學士[4]
- 光緒26年（1900年）-光緒28年（1902年），通政使[5]
- 光緒28年（1902年）-光緒29年（1903年），理藩院右侍郎[6]
- 光緒29年（1903年）-光緒31年（1905年），盛京刑部侍郎[7]
- 光緒29年（1903年），承修永陵工程[8]
- 光緒31年（1905年），山海關副都統[9]